# رود تاروسا
رود تاروسا (به لاتین: Tarusa) یک رود در روسیه است که در استان کالوگا واقع شده‌است.